# Oediconia negrottoi
Oediconia negrottoi är en fjärilsart som beskrevs av Emilio Berio 1976/77. Oediconia negrottoi ingår i släktet Oediconia och familjen nattflyn. Inga underarter finns listade i Catalogue of Life.